# Mauricio Aros
Mauricio Fernando Aros Bahamóndez (født 9. marts 1976 i Punta Arenas, Chile) er en tidligere chilensk fodboldspiller (midtbane).
Aros tilbragte størstedelen af sin karriere i hjemlandet, hvor han blandt andet var tilknyttet Universidad de Chile, Cobreloa og Universidad Concepción. Hos Universidad de Chile var han med til at vinde det chilenske mesterskab i både 1999 og 2000.
Aros var også udlandsprofessionel i nogle sæsoner, og spillede blandt andet et enkelt år hos Feyenoord i Holland. Her var han med til at vinde UEFA Cuppen i 2002. Han sad dog på bænken for Rotterdam-klubben i hele finalesejren over Borussia Dortmund.
Aros spillede desuden 27 kampe for det chilenske landshold. Han repræsenterede sit land ved VM i 1998 i Frankrig. Her spillede han én af sit holds fire kampe i turneringen, hvor chilenerne blev slået ud i 1/8-finalen.